# واتسراتوت
واتسراتوت (به مجاری:  Vácrátót) یک منطقهٔ مسکونی در مجارستان است که در ناحیه واتس واقع شده‌است.